# برايان سبرينغر
برايان سبرينغر (بالإنجليزية: Brian Springer)‏ هو مخرج أمريكي، ولد في 1959.

## وصلات خارجية
- برايان سبرينغر على موقع IMDb (الإنجليزية)
- برايان سبرينغر على موقع أول موفي (الإنجليزية)
- برايان سبرينغر على موقع قاعدة بيانات الفيلم (الإنجليزية)
- برايان سبرينغر على موقع كينوبويسك (الروسية)